# 古鱷屬
古鱷屬（屬名：Proterosuchus），是種已滅絕主龍形類爬行動物，是古鱷科的一屬，生存於三疊紀早期的中國與南非。古鱷是著名的早期主龍形類之一，外形類似現代鱷魚，可能是現代鱷魚的遠祖。古鱷可能以伏擊方式攻擊水邊獵物。牠們的上頜前端往下彎曲，齶骨有牙齒，這是種原始的特徵，較晚的主龍類失去這個原始特徵。

## 敘述

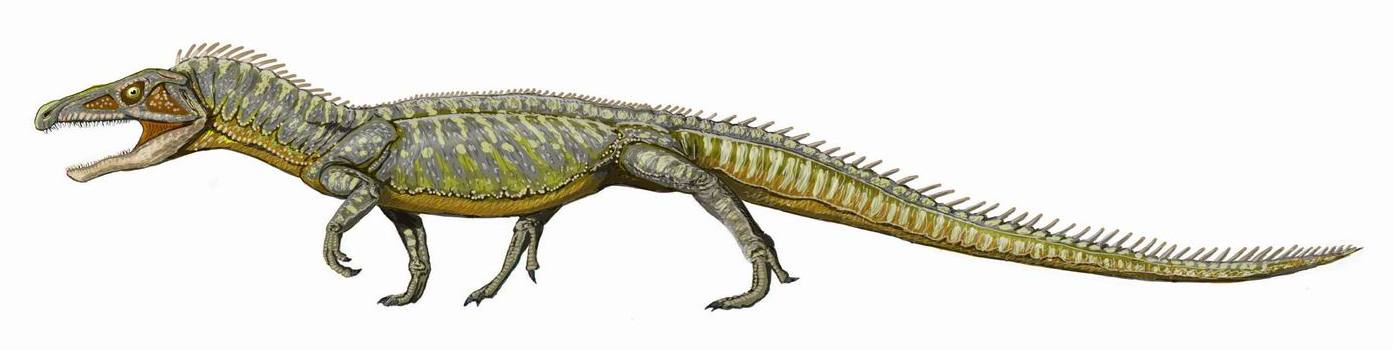
弗氏古鱷的想像圖

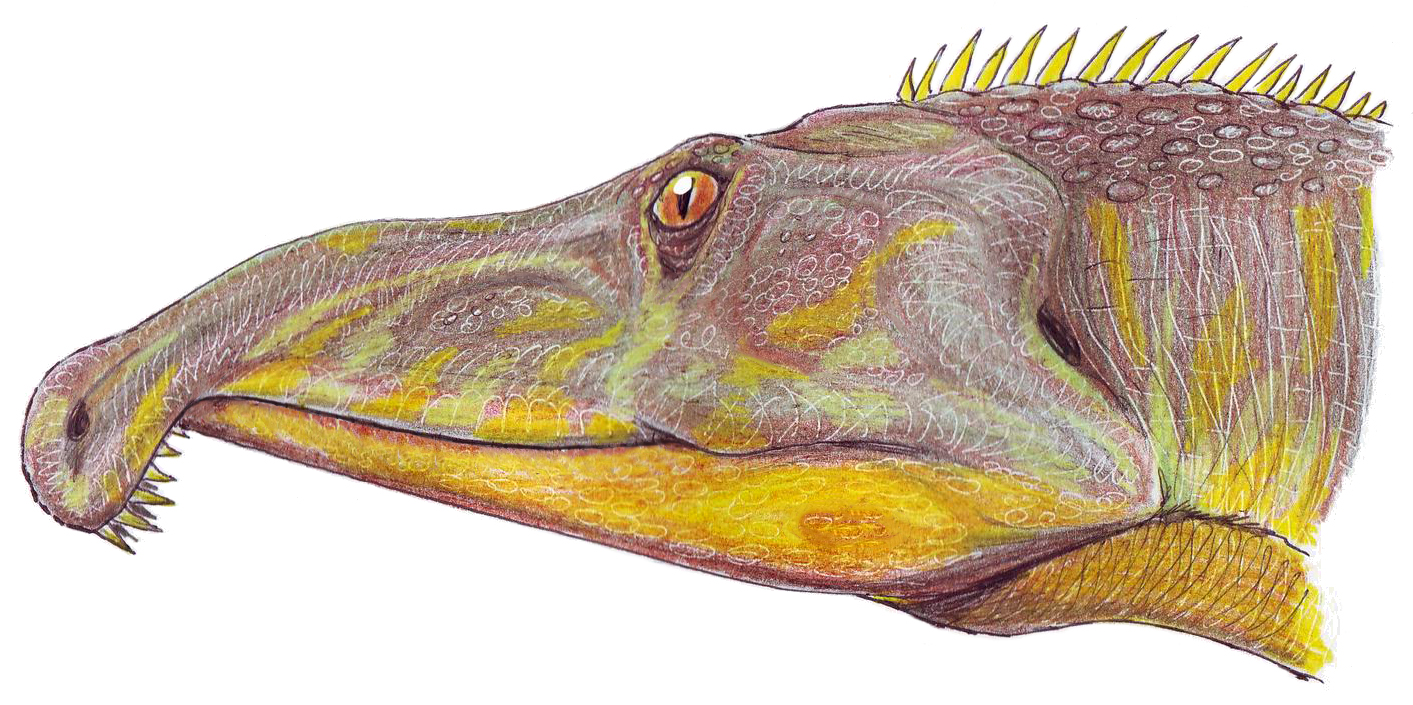
古鱷的上頜前端呈鉤狀

在三疊紀早期，古鱷是最大型的陸地爬行動物之一，體型接近於現代的科莫多龍。古鱷的外表類似原始鱷魚，並與現代鱷魚擁有許多共同特徵，例如：長口鼻部、健壯的頸部肌肉、短四肢、長尾部。但古鱷仍保有自己的原始特徵，例如口鼻部前端呈鉤狀。這種鉤狀嘴部使得遭到獵食的獵物，例如二齒獸類的水龍獸，幾乎不可能從嘴裡逃脫。如同大部分現代鱷魚，古鱷是種伏擊掠食動物，在水中等待獵物接近、進入水裡，然後在水面下展開攻擊。古鱷的尾巴長而健壯，適合在水中高速移動。古鱷的四肢短而粗壯，也可以在陸地上行走、移動。古鱷能夠在水中、陸地上移動，這意味者牠們可以在兩種不同環境調節體溫，在陸地曝曬陽光、在水中冷卻身體。身為伏擊掠食動物，意味者古鱷的大部分時間中，大部分身體都處於同種環境。這種方式是節省能量消耗的好方法，甚至可讓掠食動物長時間沒有進食。
雖然古鱷可以在水中生存、游泳，古鱷應較常獵食陸地動物，而較少捕食魚類。牠們的眼睛位在頭部上方，使牠們可躲在水面之下，等待獵物至水邊飲水，再將水邊的獵物拖入水中，再將獵物溺死、咬食。
在2011年，科學家比較古鱷、現代鳥類與爬行動物的鞏膜環大小，提出古鱷可能屬於無定時活躍性的動物，覓食、移動行為跟白天黑夜沒有正相關，只休息短暫時間。這個分析結果，支持了早期主龍類的視力已經適應微弱光線的理論。但是，古鱷可能生存於極區環境。如果屬實，牠們生存環境的光線條件，可能不同於其他主龍類的環境，而古鱷可能獨自演化適應不同的光線環境。

## 種

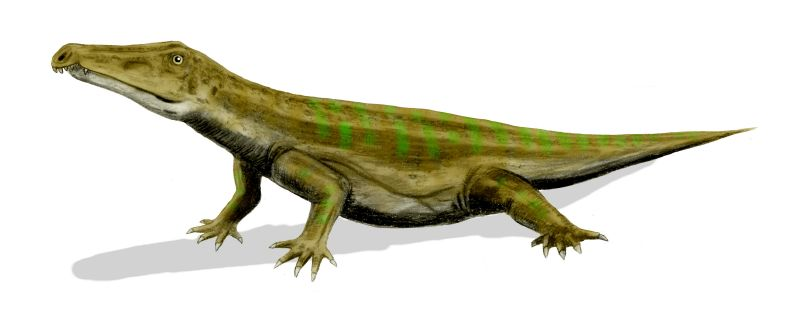
袁氏古鱷，原是加斯馬吐龍的一種

化石最早被發現於南非東開普省的卡魯盆地，屬於波弗特群（Beaufort Group）的水龍獸集合帶。在1903年，古生物學家羅伯特·布魯姆（Robert Broom）將化石進行敘述、命名。模式種是弗氏古鱷（Proterosuchus fergusi），屬名意為「較早的鱷魚」。
之後在卡魯盆地發現許多古鱷科的化石，先後被建立為其他物種，例如：在1924年命名的加斯馬吐龍（Chasmatosaurus vanhoepeni）、在1946年命名的Elaphrosuchus rubidgei、以及在1965年命名的加斯馬吐龍的第二種（C. alexandri）。這些物種的差異，主要在體型大小的特徵差別。近年，這些物種被發現是相同物種，而特徵差異導因於生長時期的不同變化。由於古鱷屬的命名時間較早，以上物種都是弗氏古鱷的次異名。
在1936年，中國新疆吉木薩爾縣的倉房溝群（Cangfanggou Group）發現一個早期主龍形類化石，被楊鍾健命名為袁氏加斯馬吐龍（C. yuani）。在1970年，袁氏加斯馬吐龍被改歸類於古鱷屬，成為袁氏古鱷（P. yuani）。

## 分類
古鱷是種早期主龍形類動物，主龍形類包含了鱷魚、翼龍類、恐龍、以及鳥類。過去有理論認為古鱷是鱷目的祖先，鱷目包含了長吻鱷、短吻鱷、以及鱷魚，目前普遍認為古鱷是現代鱷魚的遠親。

## 大眾文化
古鱷出現在英國廣播公司的電視節目《與巨獸共舞》。在節目裡，當水龍獸因季節遷徙而橫越一個小深谷時，遭到古鱷的伏擊，類似現在非洲的鱷魚伏擊斑馬。古鱷還出現在《動物末日》（Animal Armageddon）第五集。

### 引用
1. ↑  Schmitz, L.; Motani, R. . Science. 2011, 332. PMID 21493820. doi:10.1126/science.1200043.
2. ↑  Broom, R. . Annals of the South African Museum. 1903, 4: 159–164.
3. ↑  Haughton, S.H. . Annals of the Transvaal Museum. 1924, 11: 93–97.
4. ↑  Broom, R. . Annals of the Transvaal Museum. 1946, 20: 343–346.
5. ↑  Hoffmann, A.C. . Researches of the National Museum, Bloemfontein. 1965, 2: 33–40.
6. ↑  Welman, J. . Journal of Vertebrate Paleontology. 1998, 18 (2): 340–347.
7. ↑  Lucas, S.G.  (PDF). Lucas, S.G. and Morales, M. (eds.)  (编). . New Mexico Museum of Natural History & Science Bulletin. 1993: 301–306.[永久]